# Cygnus X-1 Book II: Hemispheres
Cygnus X-1 Book II: Hemispheres är en låt av den kanadensiska progressive rock bandet Rush. Låten släpptes på albumet Hemispheres släppt 28 oktober 1978. Det är den andra av två låtar som är relaterade. Föregångaren till låten är "Cygnus X-1 Book I: The Voyage" som är den sista låten på albumet A Farewell to Kings. Liksom "Book I: The Voyage" är låten uppdelad i flera delar.
Den första delen, "Prelude", spelades live 478 gånger. "Prelude" spelades på bandets sista konsert, den 1 augusti 2015.

## Delar
1. "Cygnus X-1 Book II: Hemispheres" - 18:18
  - I: "Prelude" - 4:27
  - II: "Apollo (Bringer of Wisdom)" - 2:30
  - III: "Dionysus (Bringer of Love)" - 2:06
  - IV: "Armageddon (The Battle of Heart and Mind)" - 2:56
  - V: "Cygnus (Bringer of Balance)" - 5:01
  - Vi: "The Sphere (A Kind of Dream)" - 1:06